# مايك آدامز
مايك آدامز (بالإنجليزية: Mike Adams)‏ (و. 1981 – م) هو لاعب كرة قدم أمريكية، من الولايات المتحدة الأمريكية، ولد في باترسون.

## روابط خارجية
- مايك آدامز على موقع مرجع كرة القدم المحترفة.كوم (الإنجليزية)